# Miran Zupančič
Miran Zupančič, slovenski smučarski skakalec, * 11. november 1989. 
Zupančič je član kluba SK Zagorje. V celinskem pokalu je dosegel deset uvrstitev na stopničke, zmagal je na dveh tekmah, 16. januarja 2015 v Saporu in 15. januarja 2017 v Garmisch-Partenkirchnu. V svetovnem pokalu je prvič nastopil na tekmi v smučarskih poletih v Harrachovu, ko je zasedel 39. mesto.